# Dacien
Pour les articles homonymes, voir Dacien (homonymie).
Publius Dacianus,  en français Dacien, en espagnol Daciano, en catalan Dacià, est un proconsul romain, représentant dans la péninsule Ibérique et en Aquitaine les empereurs Dioclétien et Maximien, au début du IVe siècle.

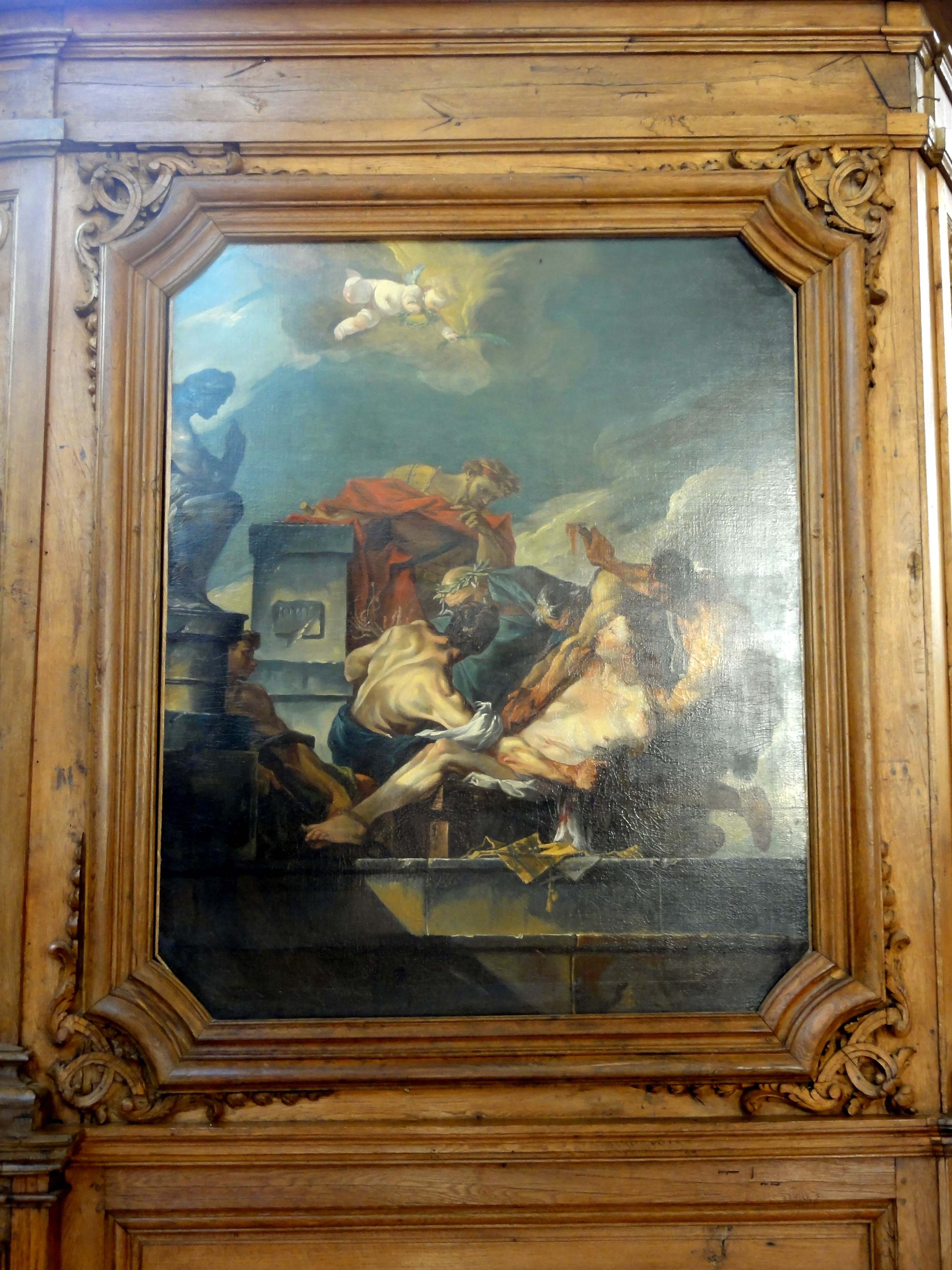
Dacien (manteau rouge) assistant au martyre de saint Vincent, église Saint-Vincent de Moussy-le-Neuf.

Son existence réelle est difficilement documentée, mais son nom est cité dans de nombreuses traditions hagiographiques, dont la Légende dorée (légende au sens de tradition) de Jacques de Voragine.

## Biographie
Au fil des récits, Dacien devient l'archétype du proconsul, ou préfet, ou gouverneur, exécutant avec zèle et cruauté les ordres venus de Rome dans la Persécution de Dioclétien. On lui attribue les martyres de nombreux saints et saintes d'Espagne, du sud de la France et d'ailleurs, tout cela dans un laps de temps très court, les années 303 et 304 correspondant aux grandes persécutions ordonnées par Dioclétien. Il est aussi possible qu'il y ait eu confusion, ou influence de noms entre Dacien et l'empereur Dèce (249-251). Quoi qu'il en soit, ce proconsul ne figure sur aucune des listes de fonctionnaires et dignitaires romains d'Espagne consultées par l'historien britannique Arnold Hugh Martin Jones, auteur d'une Prosopography of the Later Roman Empire.
Le récit, fondé sur des schémas rédactionnels typiques de l'hagiographie antique pour suppléer le manque de documentation historique est souvent le même : d'abord une tentative d'amadouer le saint pour qu'il renonce à  sa foi, puis, sur son refus, son supplice et son exécution : le proconsul tente d'abord de persuader le saint de renoncer à sa foi chrétienne, au besoin par des cadeaux ou promesse de cadeaux et de faveurs, puis, sur le refus, il le livre aux bourreaux avec une grande variété de supplices, dans lesquels l'héroïsme du saint finit par ébranler souvent ses exécuteurs eux-mêmes, dont certains se convertissent. Ces miracles amènent la conversion d'un grand nombre d'autres témoins, mais pas celle du proconsul. Finalement, c'est une arme blanche (épée, poignard, hache) qui met fin à la vie du saint. Si la plupart de ces « préfets » sont associés à une victime, Dacien, lui, en aurait un grand nombre à son actif.
Dacien semble survivre à toutes ses victimes. Toutefois, des textes médiévaux relatent sa mort et celles de ses sbires. C'est après avoir fait subir le martyre à saint Georges qu'ils sont frappés par la foudre durant un orage.

## Saints et saintes martyrisés par Dacien selon la tradition de l'Église d'Espagne

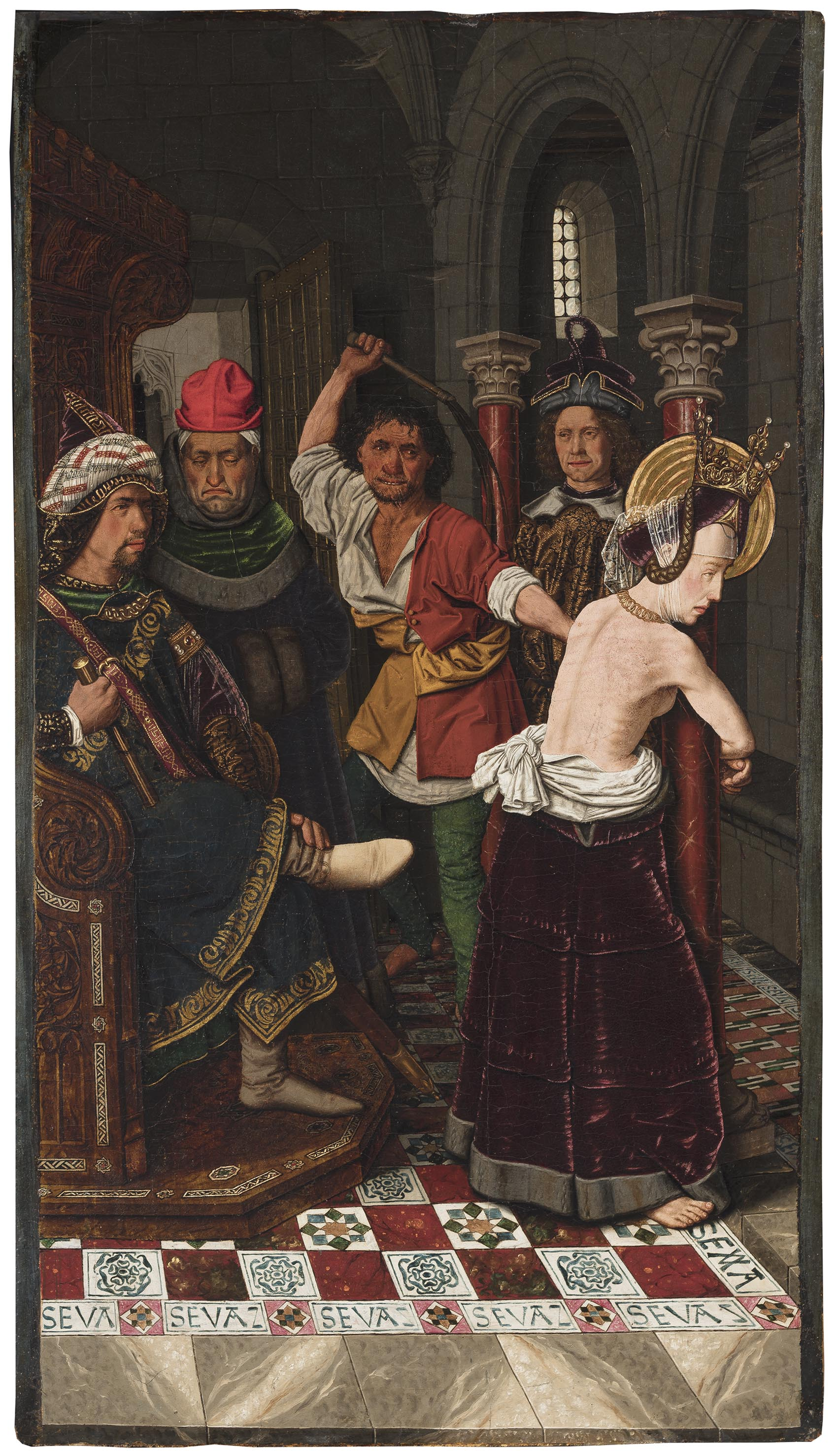
Martyre de sainte Engrâce.

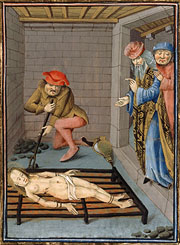
Martyre de sainte Foy.

Entre parenthèses, le lieu du martyre
- saint Vincent de Saragosse (Valence - Dans la Drôme ? ou Valencia ? ), avec saint Valère qui, lui, ne subit pas le martyre
- sainte Julie de Merida ou de Saragosse
- sainte Léocadie de Tolède
- saint Felix de Gérone
- saint Vincent (Collioure)
- saint Anastase de Lérida et 73 compagnons, à Badalone
- saint Vincent, saintes Sabina et Cristela (Ávila)
- los Santicos, saints Teopompo et Sinesio (Saragosse)
- les dix-huit martyrs de Saragosse : Optat, Luperque, Successus, Martial, Urbain, Julie, Quintilien, Publius, Fronto, Félix, Cécilien, Evence, Primitif, Apodème et quatre autres portant le nom de Saturnin (fête le 16 avril). Légende rapportée par Prudence (Saragosse).
- À Saragosse aussi, sainte Engrâce[3].
- Saint Cucuphas ou Cucufat à Barcelone.
- Saints Zoïle et Assiscle à Cordoue.
- saint Just et saint Pasteur (Alcalá de Henares)
- sainte Calamanda de Calaf (Calaf, Catalogne)
- sainte Eulalie de Merida ou de Barcelone (Merida)
- saints Bonoso et Maximiano, patrons de Arjona (Jaén). Dans cette ville se célèbre chaque année, le dimanche le plus proche du 21 août, une cérémonie (quema de Dacià) où on brûle une effigie de Dacien. Cette sorte de poupée représente chaque fois les traits d’un personnage de l’actualité particulièrement vilipendé : ainsi Pinochet ou Ben Laden, et de nombreux politiques[4].
- sainte Foy et sainte Alberte, saints Vincent, Prime et Félicien (Agen)
- saint Caprais (Agen)

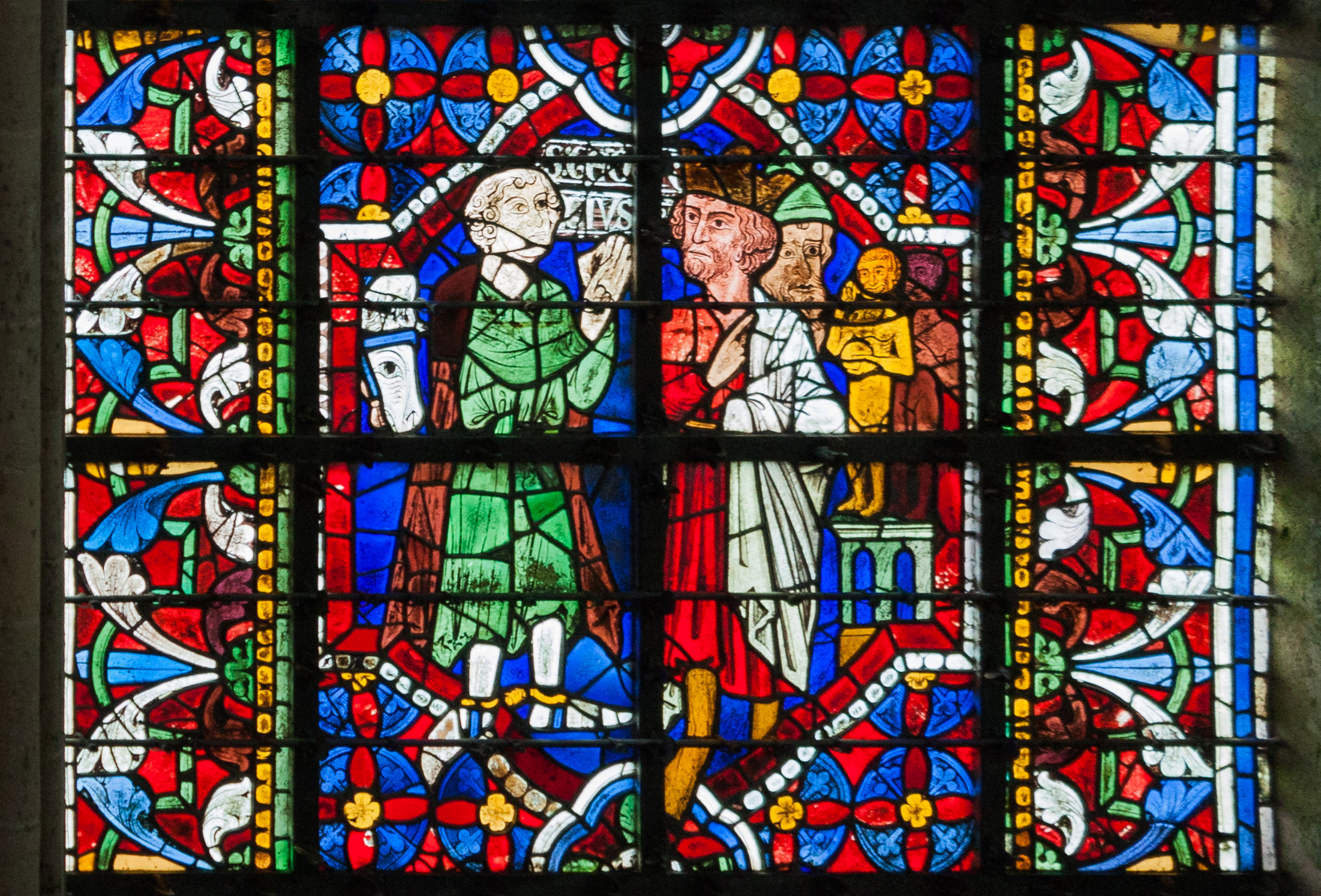
Saint Georges invité par Dacien à sacrifier aux idoles, vitrail du XIIIe siècle, cathédrale Notre-Dame de Coutances.

- saint Georges (Lydda, Palestine). Selon les légendes, Dacien est parfois donné comme le roi, ou l'empereur du pays (la Cappadoce).
- à cette liste s'ajoute saint Laurent, dont la légende du martyre sur un gril (à Rome, confusion possible entre Dacien et Dèce) se relie à celle de saint Vincent de Saragosse
- Les saints patrons de la ville catalane de Celrà, Saint Sixt et saint Hou, auraient été décapités par Rufino, délégué de Dacien à Gérone.

- les saintes poitevines Macrine et Pézenne (Macrina et Pecinna), qui vivaient dans le nord de l’Espagne, purent échapper à la persécution de Dacien[6].